# Campeonato Sul-Americano de Rugby de 1989
O Campeonato Sul-Americano de Rugby de 1989 foi a XVI edição deste torneio.

O torneio foi realizado em Montevideu (Uruguai).
Participaram as equipas de Argentina, Brasil, Chile, Paraguai e Uruguai.

A Seleção Argentina  ganhou o título.

## Jogos
| 7 de Outubro de 1989 |        |          |            |
| Chile                | 12 - 9 | Paraguai | Montevideu |
|                      |        |          | Montevideu |

| 7 de Outubro de 1989 |         |        |            |
| Uruguai              | 44 - 13 | Brasil | Montevideu |
|                      |         |        | Montevideu |

| 8 de Outubro de 1989 |         |        |            |
| Argentina            | 103 - 0 | Brasil | Montevideu |
|                      |         |        | Montevideu |

| 8 de Outubro de 1989 |        |          |            |
| Uruguai              | 32 - 7 | Paraguai | Montevideu |
|                      |        |          | Montevideu |

| 10 de Outubro de 1989 |        |       |            |
| Argentina             | 36 - 9 | Chile | Montevideu |
|                       |        |       | Montevideu |

| 10 de Outubro de 1989 |         |          |            |
| Brasil                | 40 - 11 | Paraguai | Montevideu |
|                       |         |          | Montevideu |

| 12 de Outubro de 1989 |        |          |            |
| Argentina             | 75 - 7 | Paraguai | Montevideu |
|                       |        |          | Montevideu |

| 12 de Outubro de 1989 |         |       |            |
| Uruguai               | 19 - 17 | Chile | Montevideu |
|                       |         |       | Montevideu |

| 14 de Outubro de 1989 |         |        |            |
| Chile                 | 49 - 20 | Brasil | Montevideu |
|                       |         |        | Montevideu |

| 14 de Outubro de 1989 |         |           |            |
| Uruguai               | 14 - 34 | Argentina | Montevideu |
|                       |         |           | Montevideu |

### Classificação
| Seleção   | Vitórias | Empates | Derrotas | Pontos a favor | Pontos contra | Pontos +/- | Pontos |
| --------- | -------- | ------- | -------- | -------------- | ------------- | ---------- | ------ |
| Argentina | 4        | 0       | 0        | 248            | 30            | +218       | 8      |
| Uruguai   | 3        | 0       | 1        | 109            | 71            | +38        | 6      |
| Chile     | 2        | 0       | 2        | 87             | 84            | +3         | 4      |
| Brasil    | 1        | 0       | 3        | 73             | 207           | -134       | 2      |
| Paraguai  | 0        | 0       | 4        | 34             | 159           | -125       | 0      |

Pontuação: Vitória = 2, Empate = 1, Derrota = 0 

## Campeão
| Campeonato Sul-Americano de Rugby 1989 |
| -------------------------------------- |
| ARGENTINA Campeã (15º título)          |